# بروتون-این-فورنس
longitudeبروتون-این-فورنسlatitudeبروتون-این-فورنس
بروتون-این-فورنس (به انگلیسی: Broughton-in-Furness) یک منطقهٔ مسکونی در انگلستان است که در شمال غربی انگلستان واقع شده‌است.